# آزاد رحيموف
آزاد عارف أوغلي رحيموف (بالأذرية: Azad Arif oğlu Rəhimov) - هو سياسي أذربيجاني، شغل منصب وزير الشباب والرياضة لجمهورية أذربيجان بين 7 فبراير 2006 – 30 أبريل 2021.

## حياته ومشواره المهني
ولد آزاد رحيموف في مدينة باكو يوم 8 أكتوبر 1964. تخرج من المدرسة سنة 1981 ودخل كلية اللغة الإنجليزية بجامعة أذربيجان للغات. بدأ نشاطه السياسي سنة 1984.
أدى خدمته العسكرية في موسكو. شغل منصب رئيس لجنة منظمة الشباب في جمهورية أذربيجان ما بين سنتيّ 1989 و1990. وفي الفترة الممتدة بين سنتي 1994 و1998، شغل منصب المدير العام لشركة «روس إيميسكو» المحدودة المسؤولية، ومنذ سنة 1998 إلى 7 فبراير 2006، شغل منصب المدير العام لشركة «إيطاليا ديزاين» المغلقة المساهمة.
شغل منصب وزير الشباب والرياضة منذ 7 فبراير عام 2006.

توفي آزاد رحيموف في 30 أبريل 2021 في المستشفى في نيويورك. دفن في 2 مايو عام 2021 في ممشى الفخري.